# Квапишевская, Данута
Дану́та Квапишевская (пол. Danuta Kwapiszewska; 6 июня 1922, предположительно Варшава, Польша — 3 апреля 1999, Варшава, Польша) — польская балерина и скульптор, награждена Золотым крестом Заслуги (1979), медалью Заслуги в культуре (1984) и медалью 200-летия польского балета (1996). Дочь польской художницы Юлии Квапишевской и польского архитектора Владислава Квапишевского.

## Биография
Данута Квапишевская родилась в семье архитектора Владислава Квапишевского и художницы Юлии Квапишевской 6 июня 1922 года, предположительно, в Варшаве, в Польше. Во время нацистской оккупации жила вместе с родителями в Мокотуве, районе Варшавы, в доме под названием «Конкордия». Танцевала на сценах небольших театров, в том числе и в запрещённой нацистами постановке «Вальс Шопена» в театре на улице Новый Свят.
После Второй мировой войны Данута Квапишевская стала одной из самых известных балерин в Польше. Она завоевала золотые медали на балетных конкурсах в Будапеште и Брюсселе. Карьера танцовщицы внезапно прервалась после автокатастрофы. Полученные травмы привели к частичной парализации тела ниже пояса. Тогда Данута Квапишевская посвятила себя преподаванию танца и ваянию скульптур.
Участвовала в Международный выставке скульптуры и живописи под открытом небом «Гарбно 1977», проходившей в рамках четвёртой сессии художественного проекта под названием «Живопись и скульптура под открытым небом „Гарбно“» с 18 мая по 8 июня 1977 года.
В 1983 году режиссёр Тадеуш Кияньский снял о ней короткометражный документальный фильм «Мои скульптуры танцуют за меня». В 2010 году польская поэтесса Лидия Бень написала биографическую поэму о жизни балерины.
Данута Квапишевская умерла 3 апреля 1999 года в Варшаве, в Польше и была похоронена на Брудновском кладбище.